# الكنيسة الأثرية (فرنانة)
 الكنيسة الأثرية فرنانة  هو معلم أثري تونسي مصنف من قبل المعهد الوطني للتراث يقع في  ولاية جندوبة في الجنوب الغربي التونسي، تحديدا في مدينة فرنانة تم تصنيف المعلم في يوم 22 مارس 1899.